# Turdoides subrufa
Turdoides subrufa е вид птица от семейство Leiothrichidae.

## Разпространение
Видът е разпространен в Индия.